# Andi Xhixha
Andi Qani Xhixha (sinh 15 tháng 4 năm 1991) là một cầu thủ bóng đá Albania thi đấu ở vị trí thủ môn cho Teuta Durrës ở Kategoria Superiore.